# Witali Puchkalo
Witali Dmitrijewitsch Puchkalo (russisch Виталий Дмитриевич Пухкало; * 9. September 1992 in Presnogorkowka) ist ein kasachischer Skilangläufer.

## Werdegang
Puchkalo nahm von 2014 bis 2018 vorwiegend an nationalen Rennen und FIS-Rennen teil. International startete er erstmals bei den U23-Weltmeisterschaften 2015 in Almaty und belegte dabei den 42. Platz im Sprint und den 37. Rang über 15 km Freistil. Im Januar 2017 absolvierte er in Minsk seine ersten Rennen im Eastern-Europe-Cup. Dabei erreichte er über 15 km Freistil den zweiten Platz. Im folgenden Monat debütierte er in Otepää im Weltcup und errang dabei den 44. Platz über 15 km klassisch. Bei der Winter-Universiade 2017 in Almaty gewann er die Silbermedaille mit der Staffel. Im März 2017 belegte er bei den nordischen Skiweltmeisterschaften in Lahti den 47. Platz über 15 km klassisch, den 46. Rang im Skiathlon und den 39. Platz im 50-km-Massenstartrennen. Seine besten Platzierungen bei den Olympischen Winterspielen 2018 in Pyeongchang waren der 34. Platz im Skiathlon und der achte Rang mit der Staffel. Im März 2018 wurde Puchkalo in Schtschutschinsk kasachischer Meister über 15 km Freistil und im Skiathlon. Im Dezember 2018 holte er in Beitostølen mit dem 26. Platz über 30 km Freistil seine ersten Weltcuppunkte. Bei den Nordischen Skiweltmeisterschaften 2019 in Seefeld in Tirol lief er auf den 50. Platz über 15 km klassisch, auf den 48. Rang im Skiathlon und auf den siebten Platz mit der Staffel. Im März 2019 wurde Puchkalo in Schtschutschinsk kasachischer Meister im 50-km-Massenstartrennen. Zu Beginn der Saison 2019/20 holte er in Schtschutschinsk über 10 km Freistil seinen ersten Sieg im Eastern-Europe-Cup und errang beim Ruka Triple den 44. Platz. Es folgten acht Platzierungen in den Punkterängen, darunter Platz 22 bei der Skitour und erreichte damit den 47. Platz im Gesamtweltcup.
In der Saison 2020/21 wurde Puchkalo kasachischer Meister über 15 km klassisch, nahm aber an keinen Weltcup teil. Seine beste Platzierungen bei den Nordischen Skiweltmeisterschaften 2021 in Oberstdorf waren der 47. Platz im Skiathlon und der 12. Rang mit der Staffel. In der folgenden Saison errang er bei der Tour de Ski 2021/22 den 45. Platz und bei den Olympischen Winterspielen 2022 in Peking den 66. Platz im Sprint, den 32. Platz im Skiathlon sowie den 25. Platz über 15 km klassisch. Im März 2022 siegte er erneut bei den kasachischen Meisterschaften über 15 km.

## Siege bei Continental-Cup-Rennen
| Nr. | Datum             | Ort              | Disziplin                  | Serie              |
| --- | ----------------- | ---------------- | -------------------------- | ------------------ |
| 1.  | 14. November 2019 | Schtschutschinsk | 10 km Freistil             | Eastern Europe Cup |
| 2.  | 14. November 2022 | Schtschutschinsk | 10 km klassisch            | Eastern-Europe-Cup |
| 3.  | 15. November 2022 | Schtschutschinsk | 15 km Freistil             | Eastern-Europe-Cup |
| 4.  | 22. März 2023     | Schtschutschinsk | 20 km Skiathlon            | Eastern-Europe-Cup |
| 5.  | 28. März 2023     | Schtschutschinsk | 50 km Freistil Massenstart | Eastern-Europe-Cup |
| 6.  | 22. November 2024 | Schtschutschinsk | 10 km klassisch            | Eastern-Europe-Cup |
| 7.  | 23. November 2024 | Schtschutschinsk | 10 km Freistil             | Eastern-Europe-Cup |
| 8.  | 24. Dezember 2024 | Schtschutschinsk | 10 km Freistil             | Eastern-Europe-Cup |

## Teilnahmen an Weltmeisterschaften und Olympischen Winterspielen

### Olympische Spiele
- 2018 Pyeongchang: 32. Platz 30 km Skiathlon, 48. Platz 50 km klassisch Massenstart, 51. Platz 15 km Freistil
- 2022 Peking: 25. Platz 15 km klassisch, 32. Platz 30 km Skiathlon, 66. Platz Sprint Freistil

### Nordische Skiweltmeisterschaften
- 2017 Lahti: 38. Platz 50 km Freistil Massenstart, 44. Platz 30 km Skiathlon, 45. Platz 15 km klassisch
- 2019 Seefeld in Tirol: 7. Platz Staffel, 46. Platz 30 km Skiathlon, 50. Platz 15 km klassisch
- 2021 Oberstdorf: 12. Platz Staffel, 47. Platz 30 km Skiathlon, 53. Platz 15 km Freistil, 61. Platz Sprint klassisch
- 2023 Planica: 13. Platz Staffel, 25. Platz 30 km Skiathlon
- 2025 Trondheim: 16. Platz Staffel, 54. Platz 10 km klassisch